# Тасе Гюрков
Тасе Гюрков е български учител и революционер, деец на Вътрешната македоно-одринска революционна организация.

## Биография
Роден е в град Щип, тогава в Османската империя, в голям български търговски род. Заминава да учи в Кюстендилското педагогическо училище, където е член на Младежкото македонско дружество. Включва се активно в националноосвободителните борби на македонските българи и влиза във ВМОРО. В родния си град развива революционна организаторска дейност и е съратник на Гоце Делчев.
Убит е от турците.
Негов племенник е българският революционер от ВМОРО Кольо Гюрков.